# Vincent Durupt
Vincent Durupt (ur. 11 lutego 1981 w Compiegne) – francuski wioślarz.

## Osiągnięcia
- Mistrzostwa Świata – Banyoles 2004 – czwórka ze sternikiem – 5. miejsce[1].
- Mistrzostwa Świata – Gifu 2005 – czwórka ze sternikiem – 1. miejsce[1].
- Mistrzostwa Świata – Monachium 2007 – ósemka – 11. miejsce[1].
- Mistrzostwa Europy – Poznań 2007 – ósemka – 11. miejsce[1].
- Mistrzostwa Europy – Ateny 2008 – czwórka bez sternika – 8. miejsce[1].